# Xanthorhoe jucundula
Xanthorhoe jucundula là một loài bướm đêm trong họ Geometridae.